# New York City Football Club 2015
Questa voce raccoglie le informazioni riguardanti il New York City Football Club nelle competizioni ufficiali della stagione 2015.

## Maglie e sponsor
Lo sponsor tecnico per la stagione 2015 è Adidas mentre lo sponsor ufficiale è Etihad Airways.
| Casa | Trasferta |

## Rosa
| N. |                        | Ruolo | Calciatore             |
| -- | ---------------------- | ----- | ---------------------- |
| 1  | Stati Uniti (bandiera) | P     | Akira Fitzgerald       |
| 2  | Ecuador (bandiera)     | D     | Andrés Mendoza         |
| 3  | Stati Uniti (bandiera) | D     | Kwame Watson-Siriboe   |
| 4  | Stati Uniti (bandiera) | C     | Andrew Jacobson        |
| 5  | Stati Uniti (bandiera) | D     | Jeb Brovsky            |
| 7  | Spagna (bandiera)      | A     | David Villa (Capitano) |
| 8  | Inghilterra (bandiera) | C     | Frank Lampard          |
| 10 | Stati Uniti (bandiera) | C     | Mikkel Diskerud        |
| 11 | Stati Uniti (bandiera) | C     | Ned Grabavoy           |
| 12 | Porto Rico (bandiera)  | P     | Josh Saunders          |
| 13 | Stati Uniti (bandiera) | D     | Josh Williams          |
| 14 | Stati Uniti (bandiera) | A     | Patrick Mullins        |
| 15 | Stati Uniti (bandiera) | C     | Tommy McNamara         |
| 16 | Stati Uniti (bandiera) | C     | Connor Brandt          |
| 17 | Stati Uniti (bandiera) | D     | Chris Wingert          |
| 18 | Stati Uniti (bandiera) | P     | Ryan Meara             |

| N. |                        | Ruolo | Calciatore          |
| -- | ---------------------- | ----- | ------------------- |
| 19 | Stati Uniti (bandiera) | A     | Khiry Shelton       |
| 20 | Marocco (bandiera)     | C     | Mehdi Ballouchy     |
| 21 | Stati Uniti (bandiera) | D     | Jason Hernández     |
| 22 | Spagna (bandiera)      | C     | Pablo Álvarez       |
| 23 | Stati Uniti (bandiera) | C     | Matthew Dunn        |
| 23 | Colombia (bandiera)    | D     | Jefferson Mena      |
| 24 | Inghilterra (bandiera) | D     | Shay Facey          |
| 26 | Colombia (bandiera)    | C     | Sebastián Velásquez |
| 27 | Stati Uniti (bandiera) | D     | R.J. Allen          |
| 30 | Colombia (bandiera)    | C     | Javier Calle        |
| 32 | Slovacchia (bandiera)  | A     | Adam Nemec          |
| 51 | Spagna (bandiera)      | D     | Andoni Iraola       |
| 69 | Spagna (bandiera)      | D     | Angeliño            |
| 88 | Ghana (bandiera)       | C     | Kwadwo Poku         |
| 99 | Stati Uniti (bandiera) | A     | Tony Taylor         |
| 21 | Italia (bandiera)      | C     | Andrea Pirlo        |

## Calciomercato

### Sessione estiva (2014)
| Acquisti | Acquisti             | Acquisti        | Acquisti   |
| R.       | Nome                 | da              | Modalità   |
| -------- | -------------------- | --------------- | ---------- |
| P        | Josh Saunders        |                 | svincolato |
| D        | Jeb Brovsky          | Montréal Impact | svincolato |
| D        | Kwame Watson-Siriboe | Real Salt Lake  | definitivo |
| C        | Connor Brandt        | FC Tucson       | draft      |
| C        | Matthew Dunn         | Chivas USA      | definitivo |
| C        | Andrew Jacobson      | FC Dallas       | definitivo |
| C        | Frank Lampard        | Chelsea         | svincolato |
| A        | Khiry Shelton        | Lane United     | draft      |
| A        | David Villa          | Atlético Madrid | svincolato |

| Cessioni | Cessioni        | Cessioni        | Cessioni |
| R.       | Nome            | a               | Modalità |
| -------- | --------------- | --------------- | -------- |
| P        | Josh Saunders   | S.A. Scorpions  | prestito |
| D        | Jeb Brovsky     | Strømsgodset    | prestito |
| C        | Andrew Jacobson | Stabæk          | prestito |
| C        | Frank Lampard   | Manchester City | prestito |
| A        | David Villa     | Melbourne City  | prestito |

### Sessione invernale
| Acquisti | Acquisti            | Acquisti               | Acquisti      |
| R.       | Nome                | da                     | Modalità      |
| -------- | ------------------- | ---------------------- | ------------- |
| P        | Akira Fitzgerlad    | Carolina RailHawks     | definitivo    |
| P        | Ryan Meara          | N.Y. Red Bulls         | scambio       |
| P        | Josh Saunders       | S.A. Scorpions         | fine prestito |
| D        | Jeb Brovsky         | Strømsgodset           | fine prestito |
| D        | Shay Facey          | Manchester City        | prestito      |
| D        | Jason Hernández     | S.J. Earthquakes       | draft         |
| D        | George John         | FC Dallas              | draft         |
| D        | Andrés Mendoza      | Universidad Católica   | definitivo    |
| D        | Josh Williams       | Columbus Crew          | definitivo    |
| D        | Chris Wingert       | Real Salt Lake         | draft         |
| C        | Pablo Álvarez       | Langreo                | svincolato    |
| C        | Mehdi Ballouchy     | Vancouver Whitecaps    | draft         |
| C        | Javier Calle        | Independiente Medellín | definitivo    |
| C        | Mikkel Diskerud     | Rosenborg              | svincolato    |
| C        | Ned Grabavoy        | Real Salt Lake         | draft         |
| C        | Andrew Jacobson     | Stabæk                 | fine prestito |
| C        | Thomas McNamara     | Chivas USA             | draft         |
| C        | Sebastián Velásquez | Real Salt Lake         | definitivo    |
| C        | Salvatore Zizzo     | Sporting K.C.          | definitivo    |
| A        | Patrick Mullins     | N.E. Revolution        | draft         |
| A        | Adam Nemec          | Union Berlino          | definitivo    |
| A        | Kwadwo Poku         | Atlanta Silverbacks    | definitivo    |
| A        | Omar Salgado        | Vancouver Whitecaps    | definitivo    |
| A        | Tony Taylor         | N.E. Revolution        | draft         |
| A        | David Villa         | Melbourne City         | fine prestito |

| Cessioni | Cessioni        | Cessioni       | Cessioni   |
| R.       | Nome            | a              | Modalità   |
| -------- | --------------- | -------------- | ---------- |
| C        | Salvatore Zizzo | N.Y. Red Bulls | scambio    |
| A        | Omar Salgado    | Tigres UANL    | definitivo |

### A stagione in corso
| Acquisti | Acquisti              | Acquisti               | Acquisti      |
| R.       | Nome                  | da                     | Modalità      |
| -------- | --------------------- | ---------------------- | ------------- |
| P        | Eirik Holmen Johansen | Manchester City        | definitivo    |
| D        | R.J. Allen            |                        | svincolato    |
| D        | Angeliño              | Manchester City        | prestito      |
| D        | Andoni Iraola         | Athletic Bilbao        | definitivo    |
| D        | Jefferson Mena        | Independiente Medellín | definitivo    |
| C        | Frank Lampard         | Manchester City        | fine prestito |
| C        | Andrea Pirlo          | Juventus               | definitivo    |

| Cessioni | Cessioni              | Cessioni               | Cessioni   |
| R.       | Nome                  | a                      | Modalità   |
| -------- | --------------------- | ---------------------- | ---------- |
| P        | Akira Fitgerald       | Carolina RailHawks     | prestito   |
| P        | Eirik Holmen Johansen | Wilmington Hammerheads | prestito   |
| D        | Andrés Mendoza        |                        | svincolato |
| C        | Connor Brandt         | Wilmington Hammerheads | prestito   |
| C        | Matthew Dunn          | Wilmington Hammerheads | prestito   |

## Risultati

### Major League Soccer
| Arbitro: | Kelly |

|            |           |              |
| Kaká 90+1’ | Marcatori | 76’ Diskerud |

| Arbitro: | Geiger |

|                       |           |  |
| Villa 19’ Mullins 84’ | Marcatori |  |

| Commerce City 21 marzo 2015, ore 13:00 UTC-7 3ª giornata | Colorado Rapids | 0 – 0 referto | New York City | Dick's Sporting Goods Park (17 692 spett.)\| Arbitro: \| Stoica \| |
| Arbitro:                                                 | Stoica          |               |               |                                                                    |

| Arbitro: | Jurisevic |

|  |           |           |
|  | Marcatori | 12’ Opara |

| Arbitro: | Marrufo |

|                            |           |           |
| Pfeffer 27’ Nogueira 90+2’ | Marcatori | 55’ Villa |

| Arbitro: | Toledo |

|               |           |            |
| Ballouchy 57’ | Marcatori | 86’ Sapong |

| Arbitro: | Villarreal |

|  |           |              |
|  | Marcatori | 79’ Asprilla |

| Arbitro: | Salazar |

|           |           |  |
| Accam 20’ | Marcatori |  |

| Arbitro: | Petrescu |

|               |           |                              |
| Ballouchy 54’ | Marcatori | 23’, 66’ Martins 58’ Dempsey |

| Arbitro: | Kelly |

|                         |           |             |
| Wright-Phillips 4’, 52’ | Marcatori | 76’ Mullins |

| Arbitro: | Unkel |

|                               |           |                                  |
| Ballouchy 45+1’ Shelton 90+1’ | Marcatori | 14’ Cociș 27’ (rig.) Larentowicz |

| Arbitro: | Guzmán |

|                          |           |  |
| Stertzer 25’ Saborío 49’ | Marcatori |  |

| Arbitro: | Stoica |

|                    |           |           |
| Villa 45+1’ (rig.) | Marcatori | 16’ Bruin |

| Arbitro: | Fischer |

|            |           |                          |
| Sapong 46’ | Marcatori | 53’ McNamara 87’ Mullins |

| Arbitro: | Marrufo |

|                                 |           |             |
| Villa 31’ Diskerud 76’ Poku 90’ | Marcatori | 88’ Lefèvre |

| Arbitro: | Chapman |

|  |           |                      |
|  | Marcatori | 8’ (rig.), 58’ Villa |

| Arbitro: | Geiger |

|             |           |                                           |
| McNamara 6’ | Marcatori | 47’ Wright-Phillips 52’ Duvall 73’ Miazga |

| Arbitro: | González |

|                   |           |                |
| Piatti 77’ (rig.) | Marcatori | 34’, 82’ Villa |

| Arbitro: | Unkel |

|                                                      |           |                                    |
| Villa 17’, 65’ (rig.) Perquis 29’ (aut.) Mullins 84’ | Marcatori | 34’, 40’, 43’ Giovinco 82’ Delgado |

| Arbitro: | Stoica |

|            |           |  |
| Nguyen 12’ | Marcatori |  |

| Arbitro: | Kelly |

|                                                      |           |                     |
| Villa 45’, 67’ Calle 53’ McNamara 71’ Diskerud 90+3’ | Marcatori | 50’, 61’, 85’ Larin |

| Arbitro: | Rivero |

|                               |           |                                 |
| Villa 68’ (rig.) McNamara 85’ | Marcatori | 5’ Oduro 32’, 84’ (rig.) Piatti |

| Arbitro: | Elfath |

|                                        |           |  |
| Wright-Phillips 21’ Felipe Martins 85’ | Marcatori |  |

| Arbitro: | González |

|                                 |           |             |
| McNamara 51’ Villa 80’ Poku 88’ | Marcatori | 36’ Saborío |

| Arbitro: | Chapman |

|                        |           |               |
| Kamara 24’ Mabwati 72’ | Marcatori | 57’, 66’ Poku |

| Arbitro: | Toledo |

|                                                      |           |                  |
| Zardes 36’ Keane 54’, 81’ dos Santos 67’ Lletget 70’ | Marcatori | 80’ (rig.) Villa |

| Arbitro: | Guzmán |

|              |           |                       |
| Jacobson 29’ | Marcatori | 10’ Higuaín 83’ Meram |

| Arbitro: | Kelly |

|                           |           |                    |
| Akindele 45’ Michel 45+4’ | Marcatori | 70’ (rig.) Mullins |

| Arbitro: | Penso |

|                         |           |  |
| Lampard 20’ Mullins 77’ | Marcatori |  |

| Arbitro: | Jurisevic |

|                             |           |                                     |
| Grabavoy 51’, 63’ Villa 65’ | Marcatori | 72’ Amarikwa 76’ (rig.) Wondolowski |

| Arbitro: | Salazar |

|                    |           |                                |
| Morales 88’ (rig.) | Marcatori | 29’ Lampard 90+5’ (rig.) Villa |

| Arbitro: | Petrescu |

|                             |           |            |
| Espíndola 73’ Saborío 90+2’ | Marcatori | 1’ Lampard |

| Arbitro: | Chapman |

|                |           |                      |
| Larin 62’, 70’ | Marcatori | 45+2’ Watson-Siriboe |

| Arbitro: | Marrufo |

|                    |           |                               |
| Villa 90+1’ (rig.) | Marcatori | 2’ Nguyen 38’ Davies 55’ Rowe |

### U.S. Open Cup
| Arbitro: | Kreitzer |

|                                                        |                      |                                                  |
| L. Fernandes 65’ Mkosana 80’                           | Marcatori            | 24’, 57’ Poku                                    |
| Stokkelien Freeman L. Fernandes Mkosana Moffat Gorskie | Tiri di rigore 4 – 3 | Wingert Grabavoy Ballouhy Diskerud Mullins Facey |

## Statistiche

### Statistiche di squadra
| Competizione        | Punti | In casa | In casa | In casa | In casa | In casa | In casa | In trasferta | In trasferta | In trasferta | In trasferta | In trasferta | In trasferta | Totale | Totale | Totale | Totale | Totale | Totale | DR |
| Competizione        | Punti | G       | V       | N       | P       | Gf      | Gs      | G            | V            | N            | P            | Gf           | Gs           | G      | V      | N      | P      | Gf     | Gs     | DR |
| ------------------- | ----- | ------- | ------- | ------- | ------- | ------- | ------- | ------------ | ------------ | ------------ | ------------ | ------------ | ------------ | ------ | ------ | ------ | ------ | ------ | ------ | -- |
| Major League Soccer | 37    | 17      | 6       | 4       | 7       | 32      | 31      | 17           | 4            | 3            | 10           | 17           | 27           | 34     | 10     | 7      | 17     | 49     | 58     | -9 |
| U.S. Open Cup 2015  | -     | 0       | 0       | 0       | 0       | 0       | 0       | 1            | 0            | 1            | 0            | 2            | 2            | 1      | 0      | 1      | 0      | 2      | 2      | 0  |
| Totale              | 37    | 17      | 6       | 4       | 7       | 32      | 31      | 18           | 4            | 4            | 10           | 19           | 29           | 35     | 10     | 8      | 17     | 51     | 60     | -9 |

### Andamento in campionato
| Giornata  | 1 | 2 | 3 | 4 | 5 | 6 | 7 | 8 | 9 | 10 | 11 | 12 | 13 | 14 | 15 | 16 | 17 | 18 | 19 | 20 | 21 | 22 | 23 | 24 | 25 | 26 | 27 | 28 | 29 | 30 | 31 | 32 | 33 | 34 |
| --------- | - | - | - | - | - | - | - | - | - | -- | -- | -- | -- | -- | -- | -- | -- | -- | -- | -- | -- | -- | -- | -- | -- | -- | -- | -- | -- | -- | -- | -- | -- | -- |
| Luogo     | T | C | T | C | T | C | C | T | C | T  | C  | T  | C  | T  | C  | T  | C  | T  | C  | T  | C  | C  | T  | C  | T  | T  | C  | T  | C  | C  | T  | T  | T  | C  |
| Risultato | N | V | N | P | P | N | P | P | P | P  | N  | P  | N  | V  | V  | V  | P  | V  | N  | P  | V  | P  | P  | V  | N  | P  | P  | P  | V  | V  | V  | P  | P  | P  |
| Posizione | 3 | 1 | 1 | 3 | 6 | 6 | 7 | 8 | 8 | 8  | 8  | 10 | 10 | 10 | 10 | 8  | 9  | 7  | 9  | 9  | 7  | 8  | 8  | 8  | 7  | 7  | 8  | 9  | 8  | 8  | 8  | 8  | 8  | 8  |

Legenda:

Luogo: C = Casa; T = Trasferta. Risultato: V = Vittoria; N = Pareggio; P = Sconfitta.